# Hans Kindler
Johannes Hendrikus Philip (Hans) Kindler (Rotterdam, 8 januari 1892 – Watch Hill, Rhode Island, 30 augustus 1949) was een Amerikaans cellist en dirigent van Nederlandse komaf.

## Achtergrond
Hij werd geboren in het gezin van hoboïst, dirigent en muziekmeester Carl Kindler en Johannetta Fillippina Maria Hanken. Zijn zuster, de pianiste Frida Kindler, trouwde met componist Bernard van Dieren, een andere zuster trouwde met de zoon van Carel Wirtz. Zelf trouwde Hans Kindler 1919 in New York met de schilder Alice Riddle (1892-1980). Vanwege zijn 1000ste dirigentbeurt bij het National Orchestra werd hij in 1944 benoemd tot ridder in de Orde van Oranje Nassau.  In 1939 had hij al de Elizabeth Sprague Coolidge-medaille in ontvangst mogen nemen. Hij stierf na een lang ziekbed. In 1949 was hij nog wel op tournee, kwam ziek thuis en liet zich tevergeefs opereren. In 1950 werd in de George Washington Universiteit in Washington een borstbeeld van hem onthuld, gemaakt door de Finse beeldhouwer Kalervo Kallio, zoon van de Finse president Kyösti Kallio. Ook Jacob Epstein maakte een beeld van hem.

## Muziek
Hans Kindler kreeg zijn eerste muziekopleiding van zijn vader. Vervolgens toog hij naar de Rotterdamse muziekschool. Docenten voor het vak cello aldaar waren Oscar Eberle, Antoon Bouman en Isaäc Mossel. Al voordat hij ging studeren trad hij al op en verzorgde concerten in binnen- en buitenland. Zo trad hij in 1908 op met zangeres Marie Taverne en Bernard Diamant. Vervolgstudies vonden plaats bij Jean Gerardy en Pablo Casals. In 1910 had hij een optreden met het Berliner Philharmoniker. In 1911 werd hij cellodocent aan het Klindworth-Scharwenka-conservatorium. Hij vertrok naar de Verenigde Staten, wilde wel terug, maar de Eerste Wereldoorlog maakte reizen ondoenlijk. Hij trad toen toe tot het Philadelphia Orchestra van Leopold Stokowski. Hij gaf als cellist in 1916 de wereldpremière van Schelomo van Ernest Bloch in Carnegie Hall. Ook speelde hij mee tijdens de wereldpremière van Arnold Schönbergs Pierrot Lunaire. Na een aantal jaren in Philadelphia te hebben vertoefd hervatte hij zijn sololoopbaan en gaf concerten onder leiding van dirigenten als Willem Mengelberg, Pierre Monteux en Fritz Reiner. Daarbij schuwde hij het moderne repertoire niet, want hij gaf eerste uitvoeringen van werken van Maurice Ravel en Arnold Schönberg. Ferruccio Busoni droeg zijn arrangement van de Chromatische fantasie en fuga van Johann Sebastian Bach aan hem op. Bohuslav Martinu deed hetzelfde mijn zijn Thunderbolt P-47 en Sonate nr. 3 voor cello en piano. In 1929 was hij terug in de Verenigde Staten en hij maakte een switch naar het dirigentschap.
Al in 1927 had hij voor het Philadelphia Orchestra gestaan en in 1928 had hij in Washington D.C. de wereldpremière gegeven van Apollon musagète van Igor Stravinsky. Een gevolg van zijn dirigentschap was de oprichting van het National Symphony Orchestra in Washington en dat tegen de algehele economische depressie in. Met dat orkest kon hij modernere werken blijven uitvoeren en verbeterde de orkestdiscipline zodanig dat het gelijkwaardig werd bevonden met de orkesten uit Philadelphia en Boston. Hij gaf langere tijd leiding aan dat orkest maar trad ook als gastdirigent op elders in de wereld, zo was hij ook af en toe weer in Nederland (Residentieorkest en Koninklijk Concertgebouworkest). Hij zag echter het NSO langzaam achteruitgaan; het hield daarmee gelijke tred mijn zijn eigen gezondheid. In maart 1949 gaf hij zijn laatste concert.
Kindlers werkzaamheden zijn vastgelegd via opnamen. Die variëren van min of meer standaardrepertoire als de Symfonie nr. 3 van Johannes Brahms tot onbekende werken als Noel van George Whitefield Chadwick en Stars van Mary Howe.
Hij was voorts beschermheer van Delta Omicron, een stichting ter promotie van muziek. In 1983 ontstond de Kindler Foundation, dat opdrachten gaf voor nieuw werk in kamermuziek en ook concerten organiseerde.

## Afbeeldingen

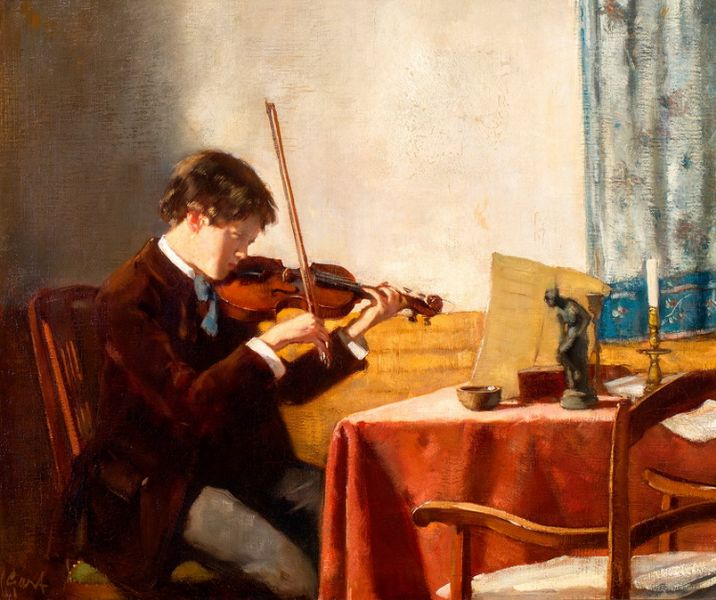
Hans Kindler als twaalfjarige viool studerend vastgelegd door Salomon Garf
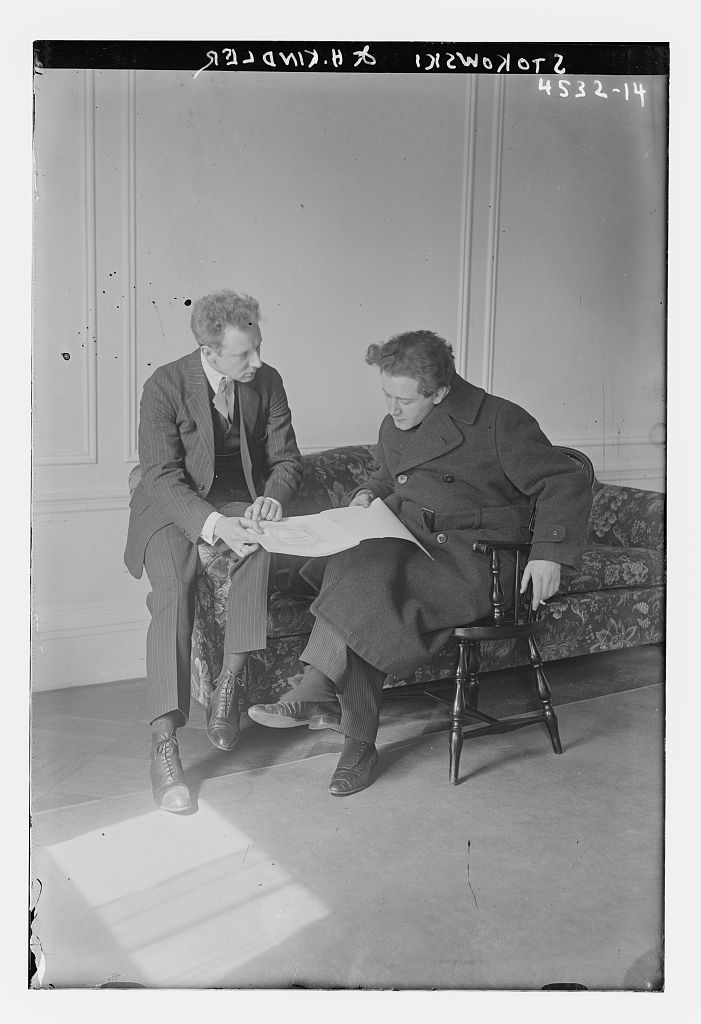
Leopold Stokowski en Hans Kindler

- Bibsys: 1576136031125
- Biblioteca Nacional de España: XX1061373
- Bibliothèque nationale de France: cb10908103z (data)
- Gemeinsame Normdatei: 134426428
- International Standard Name Identifier: 0000 0000 6636 1379
- Library of Congress Control Number: no88003022
- MusicBrainz: 38b881bd-dfac-4045-9d60-0c18d3207363
- Nationale bibliotheek van Australië: 59276556
- Nationale Bibliotheek van Israël: 987007263933205171
- Nederlandse Thesaurus van Auteursnamen: 073779873
- SNAC: w6bg386w
- Système universitaire de documentation: 260799890
- Virtual International Authority File: 19234725
- WorldCat: E39PBJgRXbkkKDvkyMbkYvcdcP